# Przymiarki (Tarnoszyn)
Przymiarki – część wsi Tarnoszyn w Polsce położona w województwie lubelskim, w powiecie tomaszowskim, w gminie Ulhówek.
W latach 1975–1998 Przymiarki administracyjnie należały do województwa zamojskiego.